# Рибосомний білок S3
Рибосомний білок S3 (англ. Ribosomal protein S3) – білок, який кодується геном RPS3, розташованим у людей на короткому плечі 11-ї хромосоми.  Довжина поліпептидного ланцюга білка становить 243 амінокислот, а молекулярна маса — 26 688.
| 10         |  | 20         |  | 30         |  | 40         |  | 50         |
| ---------- |  | ---------- |  | ---------- |  | ---------- |  | ---------- |
| MAVQISKKRK |  | FVADGIFKAE |  | LNEFLTRELA |  | EDGYSGVEVR |  | VTPTRTEIII |
| LATRTQNVLG |  | EKGRRIRELT |  | AVVQKRFGFP |  | EGSVELYAEK |  | VATRGLCAIA |
| QAESLRYKLL |  | GGLAVRRACY |  | GVLRFIMESG |  | AKGCEVVVSG |  | KLRGQRAKSM |
| KFVDGLMIHS |  | GDPVNYYVDT |  | AVRHVLLRQG |  | VLGIKVKIML |  | PWDPTGKIGP |
| KKPLPDHVSI |  | VEPKDEILPT |  | TPISEQKGGK |  | PEPPAMPQPV |  | PTA        |

A: Аланін

C: Цистеїн

D: Аспарагінова кислота

E: Глутамінова кислота

F: Фенілаланін

G: Гліцин

H: Гістидин

I: Ізолейцин

K: Лізин

L: Лейцин

M: Метіонін

N: Аспарагін

P: Пролін

Q: Глутамін

R: Аргінін

S: Серин

T: Треонін

V: Валін

W: Триптофан

Цей білок за функціями належить до ліаз, рибонуклеопротеїнів, рибосомних білків. 
Задіяний у таких біологічних процесах як апоптоз, регуляція трансляції, транскрипція, регуляція транскрипції, клітинний цикл, поділ клітини, пошкодження ДНК, репарація ДНК, мітоз. 
Білок має сайт для зв'язування з ДНК, РНК. 
Локалізований у цитоплазмі, цитоскелеті, ядрі, мембрані, мітохондрії, внутрішній мембрані мітохондрії.